# Empusa (owady)
Empusa – rodzaj modliszek z rodziny Empusidae.

## Morfologia
Czułki samców grzebykowate. Przedplecze smukłe, o długości kilka razy przekraczającej jego szerokość i zawsze znacznie większej niż długość przednich bioder. W dystalnej części bioder przednich odnóży obecny, umieszczony w pozycji tylnej, wydłużony w ostry kolec płatek. Długie, środkowo-spodnie kolce umieszczone na udach przednich odnóży oddzielone przez 3-4 mniejsze kolce. Przednia para skrzydeł przezroczysta.

## Systematyka
Do rodzaju tego należy 11 gatunków:
- Empusa binotata Serville, 1839
- Empusa fasciata Brullé, 1832 – modliszka rogata
- Empusa guttula Thunberg, 1815
- Empusa hedenborgii Stål, 1877
- Empusa longicollis Ramme, 1951
- Empusa pennata (Thunberg, 1815) – modliszka śródziemnomorska
- Empusa pennicornis (Pallas, 1773)
- Empusa romboidae Lindt, 1976
- Empusa simonyi Krauss, 1902
- Empusa spinosa Krauss, 1902
- Empusa uvarovi Chopard, 1921